# Тарим
Тари́м (уйг. تارىم, кит. 塔里木河) — крупная река, являющая собой главную ось внутренней речной системы Синьцзян-Уйгурского автономного района в КНР.

## Этимология
Среднеазиатский ученый XI века Махмуд Кашгари объяснял основу тарим как «берег реки, которая впадает в озеро или теряется в песках». Термин прямо указывает на особенности этой реки: много русел и рукавов, впадает в озера. В основе термина тюркское тар — «разделяться, разбиваться на части». По мнению Е. М. Поспелова, топонимические параллели подтверждают эту древнюю этимологию.

## Общие сведения
Общая длина 1321 км. Площадь бассейна 1 000 000 км². Среднегодовой сток вблизи Арала — свыше 2500 м³/с.
Образуется при слиянии рек Аксу и Яркенд и течёт в восточном направлении, огибая пустыню Такла-Макан. В полноводные годы достигает солончака восточнее озера Карабуранкёль. Ранее река питала озеро Лобнор, до его иссыхания. В долине произрастают тугайные леса, окружённые песчаными дюнами.
Воды используются для орошения. В долине реки проживает около 10 миллионов уйгуров, китайцев и монголов.

## Режим стока

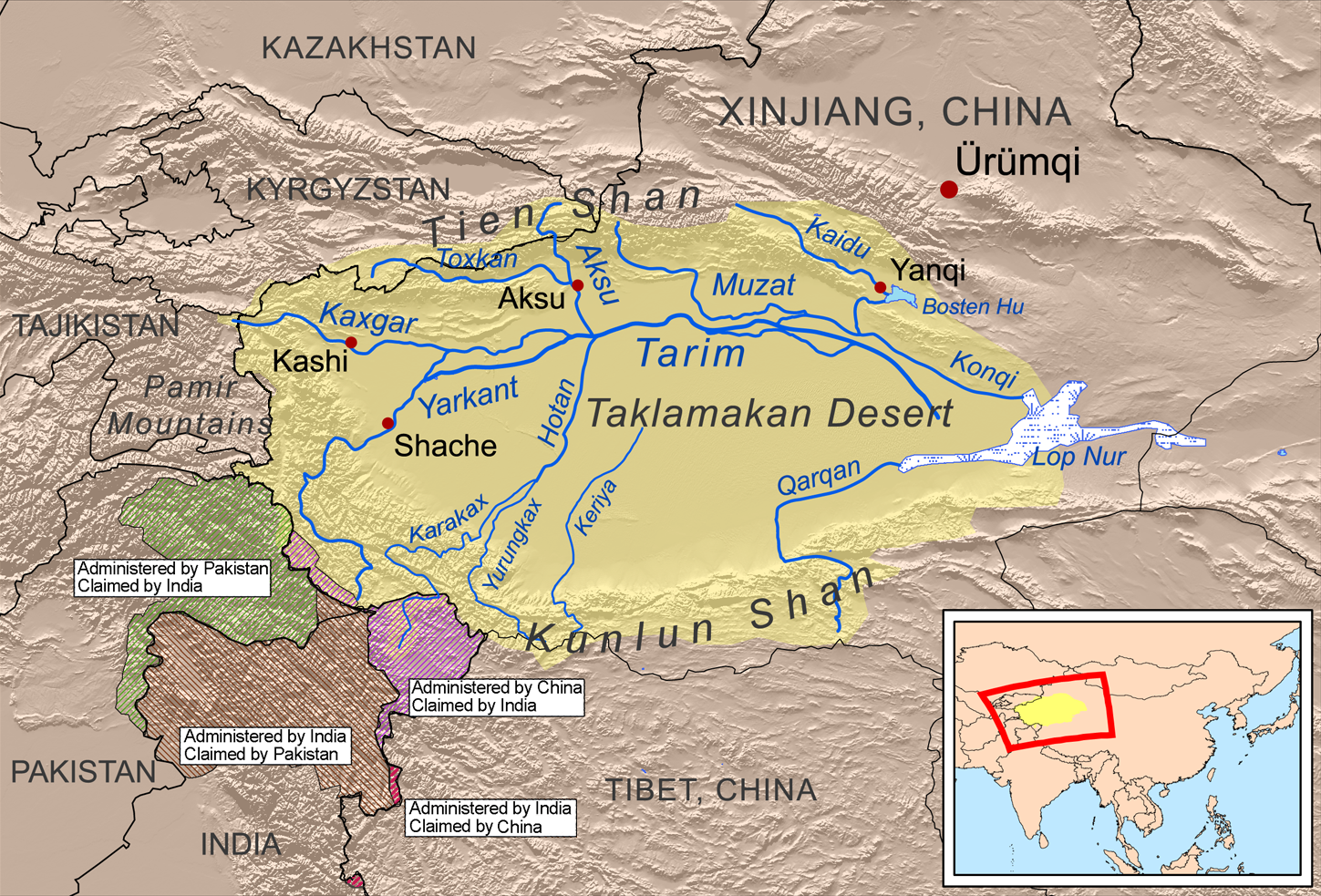

Вследствие испарения и ухода в песчаные почвы река маловодна, особенно в период с октября по апрель. Вода в реке очень мутна, часто меняет русло, как и многие реки Средней Азии. Река теряется в пустыне — сухая дельта. Зимой замерзает.

## Притоки
- Аксу
- Хотан
- Яркенд
- Музарт

## Флора и фауна
Тарим и его притоки богаты рыбой (маринки, осман, голец), в низовьях — тростниковые заросли с гнездовьями водоплавающей птицы.